# Dalechampia clematidifolia
Dalechampia clematidifolia är en törelväxtart som beskrevs av Wenceslas Bojer och Henri Ernest Baillon. Dalechampia clematidifolia ingår i släktet Dalechampia och familjen törelväxter.
Artens utbredningsområde är Madagaskar. Inga underarter finns listade i Catalogue of Life.